# 水野近守
水野 近守（みずの ちかもり、? - 弘治2年3月20日（1556年4月29日））は、戦国時代の三河国の武将。藤九郎。

## 来歴
『寛政重修諸家譜』では、水野忠政（徳川家康の外祖父）の長男で、信元の兄であるが、父より早く没したとされるが、忠政は天文12年（1543年）に没しており、記述が矛盾する。『士林泝洄』では、常滑水野家の水野為則の次男とされている。『刈谷市史』では、小川城主の本家を水野貞守－為則－賢勝－忠政とし、為則の次男で忠政の叔父にあたり、刈谷に分家したとする。また、子に守忠があったとし、守忠の養子に忠政の3子・信近が入ったという（『刈谷市史』）。
永正14年ごろから10年間ほどは刈谷を守備していたらしい。昵懇だった連歌師宗長が、刈谷に来訪した際に近守を訪ねたりしており、連歌に通じた教養人であったようである。しかし、その他の具体的な行動については不明である。